# ليتل والتر
ليتل والتر (بالإنجليزية: Little Walter)‏ هو مغني وكاتب أغاني وفنان الشارع وعازف قيثارة أمريكي، ولد في 1 مايو 1930 في ماركسفيل في الولايات المتحدة، وتوفي في 15 فبراير 1968 في شيكاغو في الولايات المتحدة بسبب خثار.

## وصلات خارجية
- الموقع الرسمي
- ليتل والتر على موقع IMDb (الإنجليزية)
- ليتل والتر على موقع الموسوعة البريطانية (الإنجليزية)
- ليتل والتر على موقع ميوزك برينز (الإنجليزية)
- ليتل والتر على موقع رولينغ ستون (الإنجليزية)
- ليتل والتر على موقع أول ميوزيك (الإنجليزية)
- ليتل والتر على موقع ديسكوغز (الإنجليزية)
- ليتل والتر على موقع ديسكوغز (الإنجليزية)